# Viasat Explorer
Viasat Explorer е скандинавски телевизионен канал на Modern Times Group, който показва документални филми за дивото, екстремни спортове, приключения, пътувания и технология. Той е пуснат на 6 януари 2002 в Дания, Швеция и Норвегия. На 1 ноември 2003 започва негово излъчване в Русия, Естония, Латвия, Литва, Молдова, Беларус, Унгария, Полша, Румъния и България. През 2006 сръбски кабелни оператори и тяхната сателитна платформа, Total TV започват излъчването на този канал.